# 朱瑞莲
朱瑞莲（1965年12月-），女，汉族，内蒙古赤峰人。内蒙古民族师范学院毕业，法学学士，高级经济师。
通辽市科尔沁区人民政府副区长，通辽市政协常委，民进内蒙古区委会委员，民进通辽总支主委。第十二届全国人民代表大会内蒙古地区代表。中华人民共和国政治人物。